# Ruy Mauro Marini
Ruy Mauro de Araújo Marini (Barbacena, 2 de mayo de 1932 - Río de Janeiro, 5 de julio de 1997) fue un economista y sociólogo brasileño. Marini es conocido internacionalmente como uno de los creadores de la Teoría de la Dependencia. Es autor de la obra Dialéctica de la Dependencia, en la cual, a partir de ciertos elementos de la teoría del desarrollo económico de Karl Marx adaptados al estudio de la realidad latinoamericana, explica la necesidad de superar las tesis desarrollistas de la CEPAL. Fue militante del Movimiento de Izquierda Revolucionaria (MIR) de Chile, llegando a ser miembro de su Comité Central en el año 1972 y director de su revista teórica Marxismo y Revolución.

## Trayectoria personal
Llegó a la ciudad de Río de Janeiro para estudiar el curso preparatorio de Medicina. Sin embargo, prefirió la independencia personal, por lo que optó por dedicarse al servicio público. En 1953 comenzó a estudiar Derecho en la Facultad de Derecho de la Nacional, pero no logró concluir sus estudios en la Universidad Federal de Río de Janeiro (UFRJ). Comienza a estudiar Administración Pública en la Escuela Brasileña de Administración Pública y de Negocios. Durante este período, participa intensamente en el movimiento estudiantil, además de ser el editor del periódico estudiantil. Ingresa a Política Operária (Política Obrera), una organización política brasileña de izquierda contraria a los lineamientos del PCB.
Comenzó su carrera académica a partir de 1962 en la recién creada Universidad de Brasilia (UnB), invitado por Darcy Ribeiro, en la cual haría una Maestría como profesor universitario. 
En la UnB, con la participación de Theotônio Dos Santos y Vânia Bambirra, entre otros, se organizó una serie de estudios de El Capital de Karl Marx, con los cuales se buscaba examinar las sociedades latinoamericanas a la luz de la teoría marxista, lo que se convirtió en la base de formulación de la Teoría de la Dependencia. Se formuló como una alternativa crítica a las posturas de la CEPAL y el PCB (Partido Comunista de Brasil) acerca del proceso de desarrollo brasileño, incorporando las ideas del imperialismo de Lenin y Rosa Luxemburgo y del desarrollo desigual y combinado de Trotski, además de la revisión del proceso de desarrollo de América Latina realizado por André Gunder Frank, quien toma a su vez a la noción de subdesarrollo y capital monopólico de Paul A. Baran y Paul Sweezy. Finalmente, se abrió el camino para la teoría marxista de la dependencia. 
Tras el golpe militar de 1964 se exilió en México en 1965, después de haber sido detenido y torturado en el CENIMAR. En 1971 se trasladó a Chile, donde fue profesor en la Universidad de Chile hasta la caída del gobierno de Salvador Allende en 1973. Regresa a México en 1974 para enseñar en la Universidad Nacional Autónoma de México (UNAM), donde produjo la mayor parte de su trabajo y donde existe actualmente un centro de referencia acerca de su obra: el Centro de Estudios Latinoamericanos.
En los años 80 regresa a Brasil, pero viaja continuamente a México, ya que no deja por completo su labor docente en la UNAM. Recién en 1996 vuelve definitivamente a Brasil, participando en varios órganos de administración de la educación y la investigación. Entre 1984 y 1986 participa de la Universidad de las Naciones Unidas y en 1985 intenta, sin éxito, establecer un centro de investigación y desarrollo. Es a su vez en este período profesor de la Universidad del Estado de Río de Janeiro (UERJ) y la Fundación Estadual del Servicio Público (FESP-RJ). En 1986 vuelve al Departamento de Ciencia Política de la UnB.
Murió en 1997 en Río de Janeiro, afectado por un cáncer a los 65 años.

## La contribución teórica
La mayor parte de su trabajo permaneció inédita en portugués hasta su muerte en 1997. Fuera de Brasil, Ruy Mauro Marini, publicó sus obras más importantes, entre las que se incluyen El subdesarrollo y la Revolución (1969), Dialéctica de la dependencia (1973) y La reforma y contra-revolución. Estudios en Chile (1976). De regreso en Brasil, Marini publicó artículos sobre la globalización y las nuevas formas de dependencia. 
Marini trató de distinguir las características principales de los países en desarrollo, divergiendo de la visión formulada por la CEPAL. Planteó la existencia de una relación de dependencia entre los principales centros capitalistas del mundo (América del Norte, Europa occidental y Japón) y los países periféricos (América Latina, África y Asia), forjada no solo por la condición de que los segundos basan su actividad económica en exportaciones agrícolas, sino que también por su inserción en la división internacional del trabajo. La burguesía nacional de los países periféricos, incluso después de la industrialización, pasó a convertirse en accionista minoritario del capital transnacional y a compartir el valor añadido, generado internamente, con ellos. Para compensar su menor participación en la distribución de la acumulación, esta burguesía nacional recurriría a mecanismos de superexplotación del trabajo, cuyo objetivo es ampliar el valor añadido del trabajo. El resultado sería el mantenimiento del subdesarrollo y la dependencia incluso impulsando una industrialización nacional.
El concepto de explotación de la fuerza de trabajo planteado por Ruy Mauro Marini, a finales de la década de 1960, hizo hincapié en su relación con la génesis y el funcionamiento de la acumulación capitalista en los países dependientes. El concepto de superexplotación de la fuerza de trabajo lo retoma del planteamiento de Marx acerca de las causas que contrarrestan la tendencia decreciente de la tasa de ganancia (El Capital T-III). Se refiere esencialmente al pago por debajo del valor de la fuerza de trabajo, como un mecanismo estructural de la acumulación del capital en las economías dependientes. Este planteamiento lo comienza a formular a lo largo de sus principales obras: El subdesarrollo y la revolución, de forma más sistemática en Dialéctica de la dependencia y, posteriormente, en Plusvalía extraordinaria y acumulación de capital (1979). En su artículo "Las razones del neodesarrollismo" (1978) rebate las críticas de Fernando Henrique Cardoso y José Serra.
Según dejan entrever sus escritos de la década de 1980 y 90, Marini concibe que la superexplotación de la mano de obra asume nuevas características en América Latina a partir de la crisis del modelo de industrialización basado en la sustitución de importaciones, que había privilegiado el mercado interior. Este proceso da pie a una nueva etapa de integración en una economía mundial globalizada bajo el dominio de las políticas neoliberales. Esta nueva etapa del desarrollo capitalista aseguraría para los países hegemónicos una nueva división internacional del trabajo, a la que son integrados los países dependientes. El proceso sería encabezado por las empresas transnacionales, las que pueden apropiar de trabajos con bajos salarios (superexplotación del trabajo) desempeñados por una fuerza de trabajo calificada, combinando además tecnologías modernas; nuevas formas de organización y políticas económicas orientadas hacia el mercado mundial. Algunas de las economías dependientes pasarían a convertirse en exportadoras de productos generados principalmente por las filiales de las principales corporaciones transnacionales, ya sea para cubrir sus propios mercados o para competir en otros mercados.
Otro concepto formulado por Ruy Mauro Marini, que adquirió relevancia por la emergencia de Brasil como una potencia regional, es el de subimperialismo. Marini lo planteó para dar cuenta de la orientación que la dictadura militar brasileña dio al desarrollo del aparato industrial-militar como base para alcanzar una relativa hegemonía en el sur de América Latina y en ciertas regiones de África.